# Матыкин, Антип Петрович
Антип Петрович Матыкин (1873 — ?) — крестьянин, депутат Государственной думы I созыва от Тамбовской губернии.

## Биография
Крестьянин села Нижне-Мальцево Ямбирнской волости Шацкого уезда Тамбовской губернии. Получил начальное образование. Был участником Русско-японской войны. Зауряд-прапорщик. Награждён знаком отличия военного ордена 4 степени.
Земледелец, имел землю в собственности. Занимался производством кирпича. Был смотрителем хлебозапасного магазина. Состоял сельским старостой. Политические воззрения в период избрания в Думу были описаны как «страстно ждёт разрешения аграрного вопроса». В никаких партиях на тот момент не состоял.
28 марта 1906 избран в Государственную думу I созыва от общего состава выборщиков Тамбовского губернского избирательного собрания. Вошёл в состав Трудовой группы. Поставил свою подпись под законопроектом «33-х» по аграрному вопросу и заявлением об образовании местных аграрных комитетов. Выступал по поводу доклада отмены выборов по Тамбовской губернии. 14 июня 1906 результаты выборов 11 депутатов от Тамбовской губернии, в том числе и Матыкина, отменены на основании доклада 4-го отдела Государственной Думы.
Дальнейшая судьба и дата смерти неизвестны.

### Рекомендуемые источники
- Буланова Л. В., Токарев Н. В. Представители тамбовского крестьянства — депутаты Государственной думы I—IV созывов // Общественно-политическая жизнь Российской провинции XX века. Тамбов, 1991. Выпуск 2;
- Земцев Л. И. Крестьяне Центрального Черноземья в Государственной думе I созыва // Крестьяне и власть. Тамбов, 1995;

### Архивы
- Российский государственный исторический архив. Фонд 1278. Опись 1 (1-й созыв). Дело 51. Лист 55 оборот, 63, 92-109; Фонд 1327. Опись 1. 1905 год. Дело 141. Лист 40; Дело 144. Лист 67.